# Spider-Man : Dimensions
 (mars 2018).
Si vous disposez d'ouvrages ou d'articles de référence ou si vous connaissez des sites web de qualité traitant du thème abordé ici, merci de compléter l'article en donnant les références utiles à sa vérifiabilité et en les liant à la section « Notes et références ».
Spider-Man : Dimensions (Spiderman: Shattered Dimensions) est un jeu vidéo d'action-plates-formes développé par Beenox Studios et édité par Activision, sorti sur PlayStation 3, Xbox 360, Wii et Windows en 2010. Parallèlement, Griptonite Games a développé une version sur Nintendo DS.
Après que Mysterio ait tenté de s'en emparer, la Tablette de l'Ordre et du Chaos a été brisée et s'est dispersée au travers des dimensions. Le Spider-Man de l'univers Marvel, ainsi que les Spider-Man des univers, Ultimate, 2099 et Spider-Man Noir font équipe pour retrouver les morceaux dispersés dans leurs dimensions respectives.

## Résumé
Il fait nuit sur New-York. Dans le Metropolitan Museum of Art, une ombre apparait, il s'agit du super-vilain Mysterio qui tente de s'emparer de la Tablette de l'Ordre et du Chaos. Spider-Man tente de l'arrêter et, pendant le combat, vient à briser la tablette. Les fragments de celle-ci se dispersent alors dans différentes dimensions alors que les voiles entre les réalités commencent à s'effondrer.
Madame Web contacte le super-héros et ses alter-ego au travers des dimensions pour qu'ils se mettent à la recherche des fragments et leur donne des pouvoirs supplémentaires pour détecter ceux-ci.
Amazing Spider-Man retrouve le premier fragment sur les toits du New York des années 1970, Ultimate Spider-Man dans un système de canaux du New York des années 2000, Spider-Man 2099 dans un building de Nueva-York de 2099 et Spider-Man Noir dans la gare du New York de 1933.
Par la suite chacun des Spider-men cherche les fragments de tablette réparties dans son monde et fait face à des ennemis s'en servant pour obtenir de grands pouvoirs :
Le Spider-man classique doit affronter Kraven le chasseur, L'homme-sable et le Fléau.
Le Spider-man noir doit combattre Hammerhead, le Vautour et le Bouffon vert.
Le spider-man 2099 doit confronter le super bouffon, le scorpion et le docteur octopus.
Le spider-man ultimate doit quant à lui combattre Electro, Deadpool et Carnage.
Les quatre Spider-man doivent ensuite affronter ensemble Mysterio qui a récupéré la tablette reconstituée et s'est transformé en dieu, perturbant les limites entre les dimensions.
Après l'avoir vaincu, les quatre araignées repartent dans leurs dimensions respectives.

## Système de jeu
La particularité du jeu est de pouvoir incarner quatre Spider-Men différents dans quatre dimensions différentes. Les dimensions furent dévoilées au fur et à mesure : à l'annonce du jeu étaient confirmées les dimensions Spider-Man Amazing (la plus connue) et Spider-Man NOIR (se déroulant pendant les années 1930), puis lors de l'E3 2010 Miguel O'Hara de la dimension Spider-Man 2099 a été officiellement annoncé, alors que le public pensait à Earth X, Marvel Zombies ou la dimension du symbiote. C'est finalement Ultimate qui a été annoncé au Comic-con 2010; pour qu'il ne soit pas trop semblable au Amazing, les développeurs lui ont mis le costume noir (donc le symbiote).
- L'univers Amazing misera sur l'action/aventure.
- L'univers Ultimate laissera place au Beat them all.
- L'univers 2099 mettra à l'avant les face d'aventure et de plate forme.
- L'univers Noir sera axé vers l'infiltration et les énigmes.

Chaque dimension a des graphismes différents. Amazing et Ultimate seront cel-shading mais pas de la même façon, Ultimate sera exactement comme dans le jeu qui lui était dédié. L'univers 2099 aura des graphismes 3D classiques, et l'univers Noir aura un constant effet couleur sépia, qui virera de plus en plus au noir et blanc avec un effet cel-shading plus présent lorsque Spider-man se trouve mieux caché dans l'ombre. Durant chaque niveau, les vilains utilisent l’énergie des fragments de la tablette pour devenir plus puissants qu'avant  : 
- Kraven utilise son fragment pour acquérir les capacités des félins;
- Hammer Head s'en sert pour fusionner ses armes à feu avec ses bras;
- Le Super Bouffon en fait usage pour amplifier ses pouvoirs psychiques, au point de créer sa propre réalité;
- Electro l'utilise pour absorber toute l'électricité à sa portée, jusqu'à en devenir un titan de pure énergie;
- L'Homme-Sable s'en sert pour maîtriser l'intégralité du sable environnant, au point d'éparpiller son esprit dans chaque grain;
- Le Vautour en fait usage pour se téléporter;
- Le Scorpion l'utilise pour pondre une armée d'hommes-scorpions;
- Deadpool s'en sert pour se cloner;
- Le Fléau en fait usage pour décupler sa force, bien que ce soit au prix de son invincibilité;
- Le Bouffon Vert l'utilise pour se transformer en monstre;
- Docteur Octopus s'en sert pour alimenter son générateur à énergie comprimée;
- Carnage en fait usage pour transformer ses victimes infectées en monstres symbiotiques;
- enfin, le seul fragment resté entre les mains de Mystério lui confère de vrais pouvoirs magiques; pouvoirs qui deviennent dignes d'un dieu une fois la tablette complète. 

## Développement

### Distribution des rôles
Pour interpréter les différents Spider-Man, le studio a choisi des comédiens qui ont déjà joué l'Homme-Araignée dans d'autres œuvres. Ainsi, Neil Patrick Harris qui prête sa voix à Peter Parker / Spider-Man Amazing, donne voix au protagoniste de la série Spider-Man: The New Animated Series (2003). Christopher Daniel Barnes, la voix de Peter Parker / Spider-Man Noir, joue Spider-Man dans Spider-Man: The Animated Series (1994-1998). Quant à Dan Gilvezan, l'interprète de Miguel O'Hara / Spider-Man 2099, il donne voix à l'Araignée dans la série Spider-Man and His Amazing Friends (1981-1983). Enfin, Josh Keaton, qui interprète Peter Parker / Ultimate Spider-Man, joue l'araignée dans la série Spectacular Spider-Man (2008-2009).
Le reste de la distribution comprend : Susanne Blakeslee (Madame Web), David Kaye (Mysterio), Jim Cummings (Kraven et Goblin), John DiMaggio (Hammerhead), (Steven Blum) (Hobgoblin et Vulture), Thomas F. Wilson (Electro), Dimitriy Dyachenko (Sandman), John Kassir (Kron Stone / Scorpion), Nolan North (Deadpool), Jennifer Hale (Silver Sable), Tara Strong (Serena Patel / Doctor Octopus 2099) et Fred Tatasciore (Carnage).
Co-créateur de Spider-Man avec le dessinateur Steve Ditko, Stan Lee fait office de narrateur.

Portraits des différents interprètes de Spider-Man
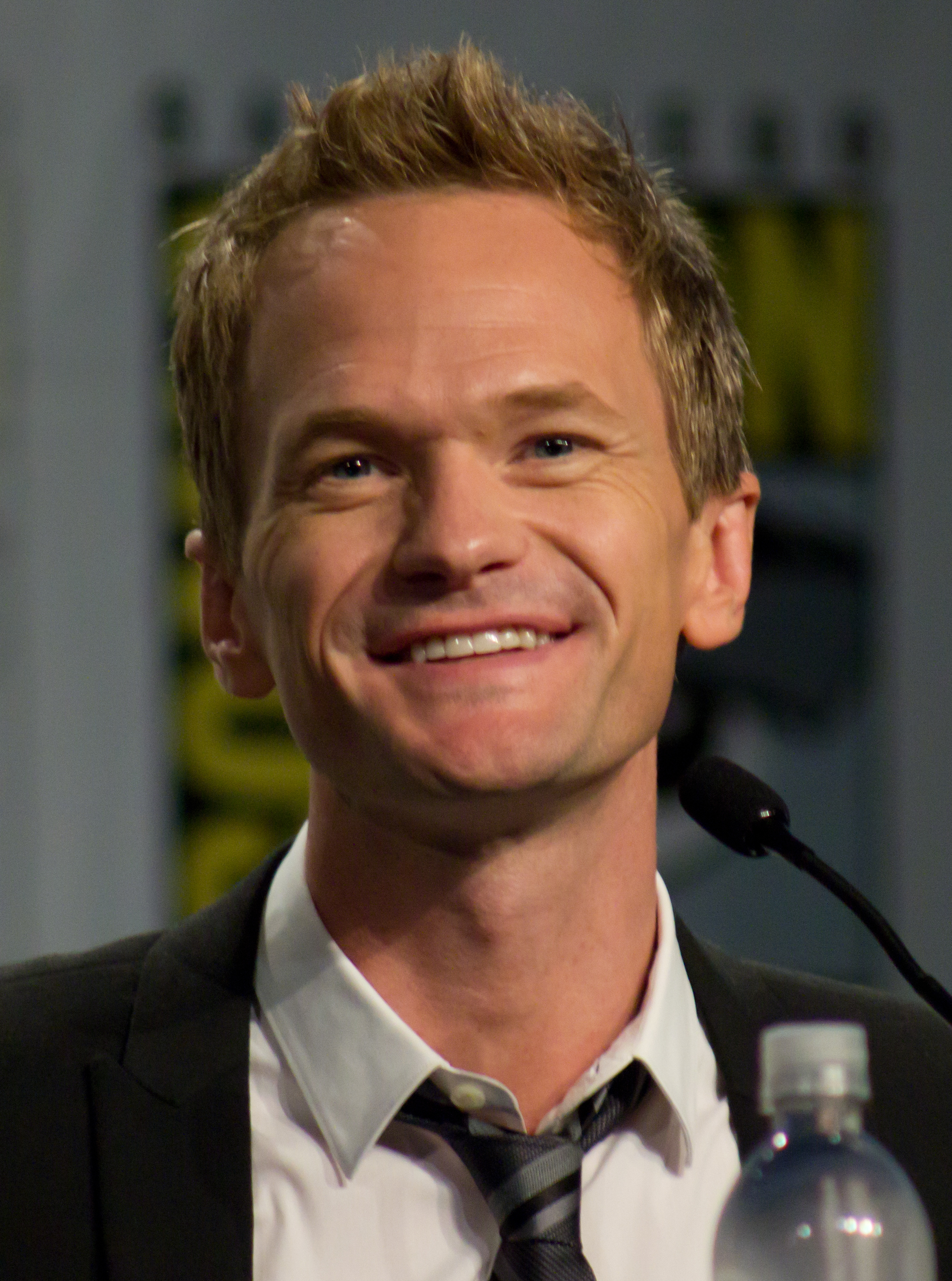
Neil Patrick Harris en 2013.
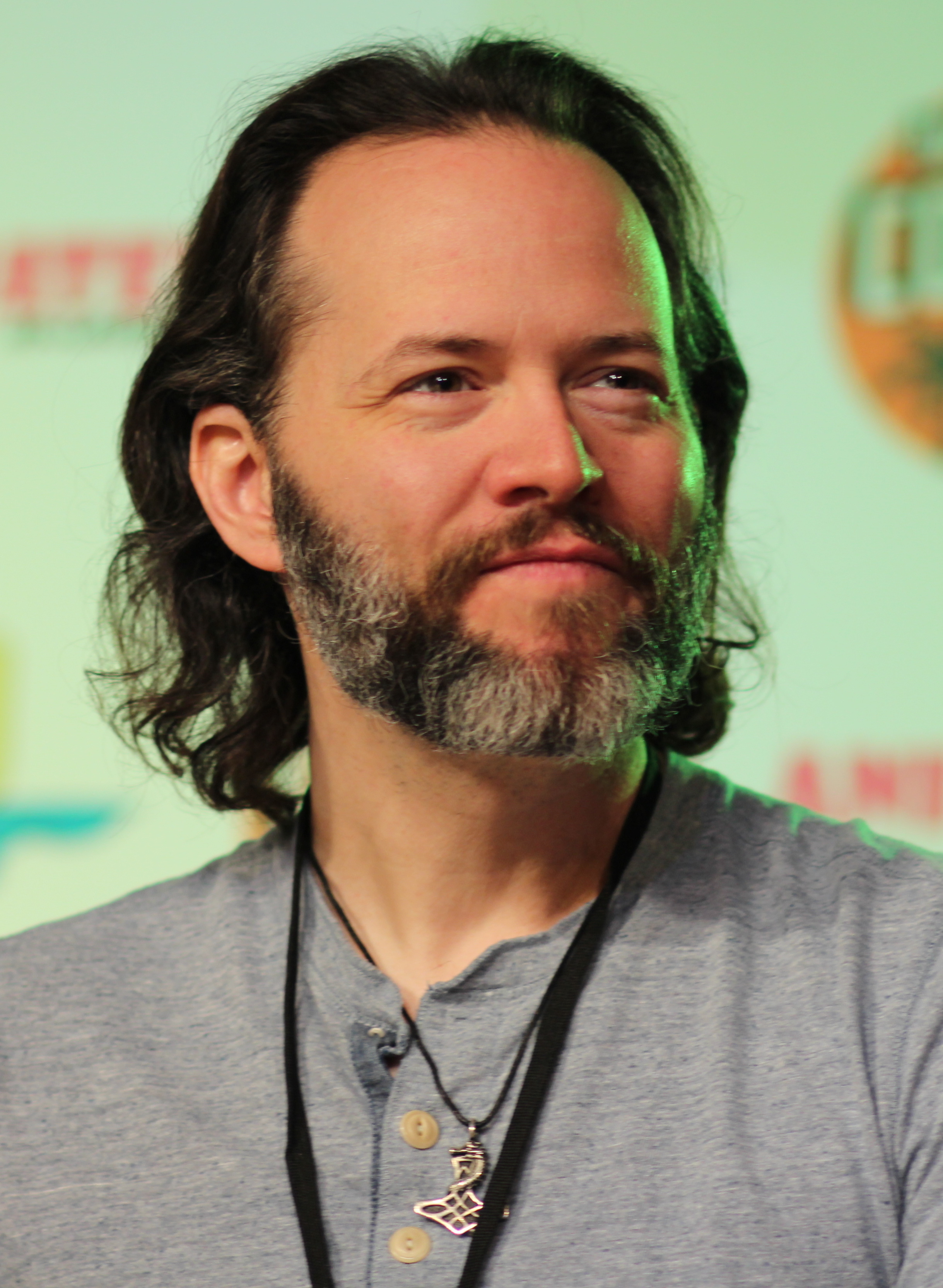
Christopher Daniel Barnes en 2015.
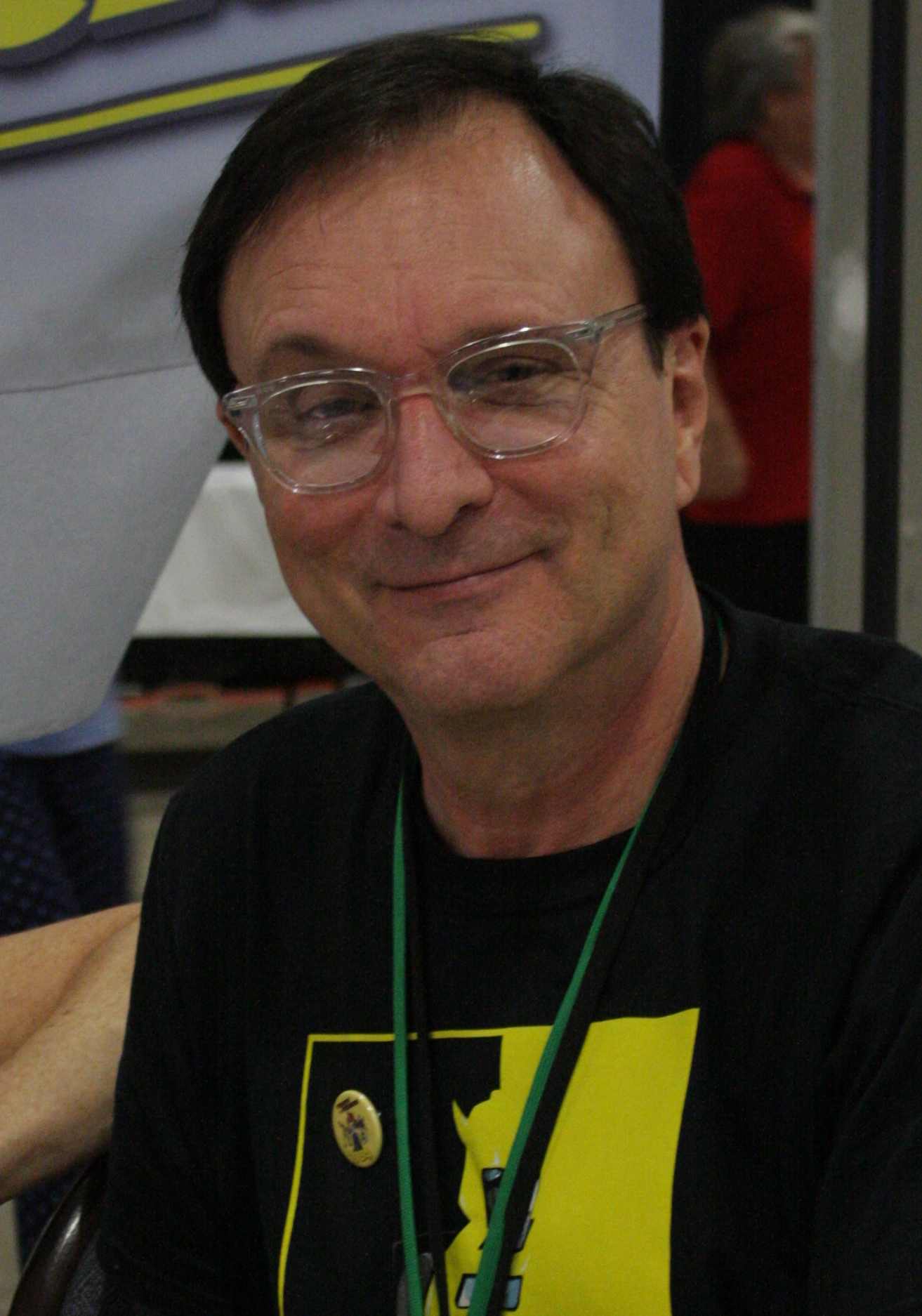
Dan Gilvezan en 2013.
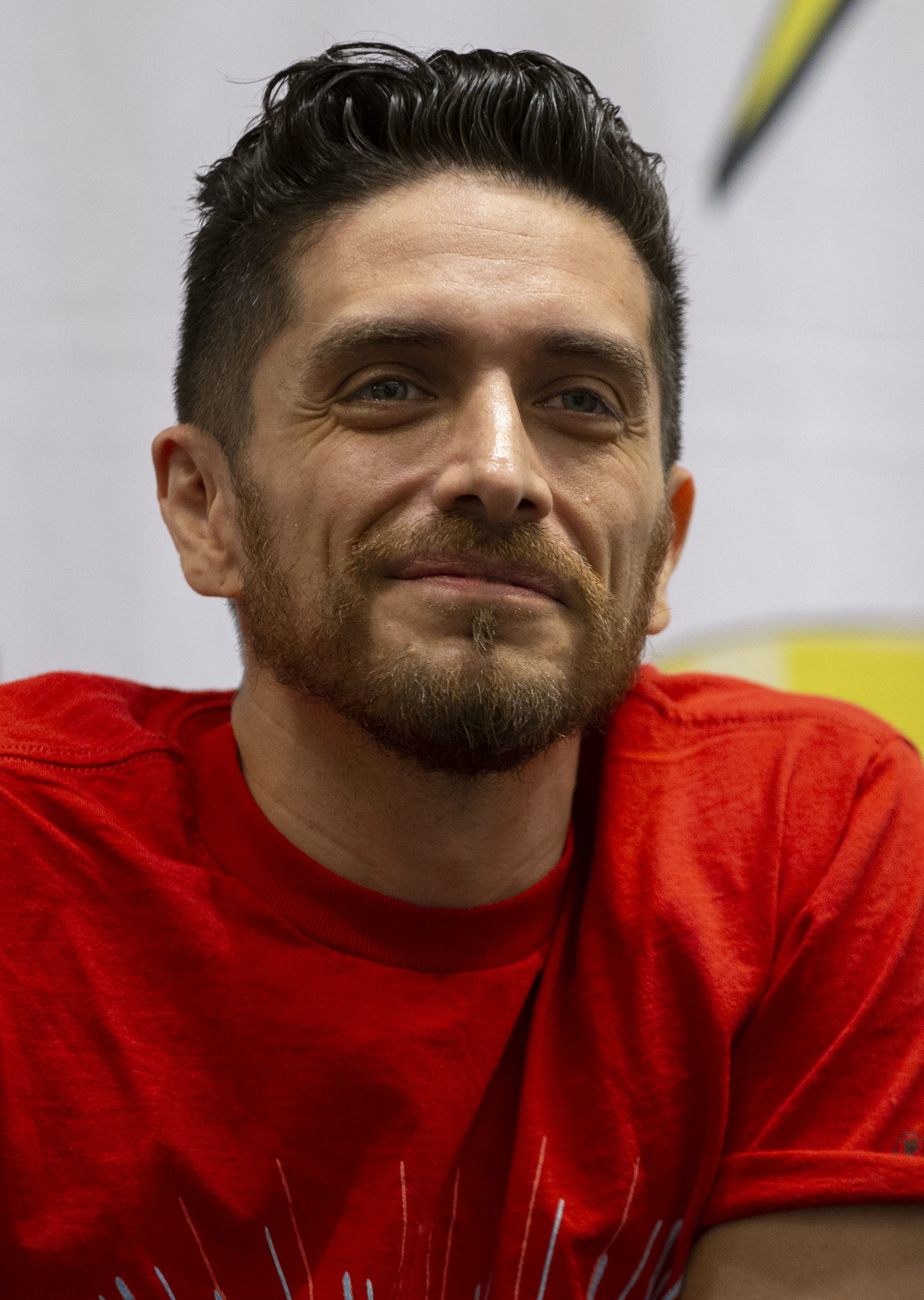
Josh Keaton en 2018.

## Réception
- 1UP.com : B
- Game Informer : 8/10
- IGN : 8/10